# Casaburo (famiglia)
I Casasburo sono una famiglia nobile, Signori del Feudo della Codola e Nobili di Cava, che fiorisce nella città di Cava dei Tirreni nell'attuale Provincia di Salerno.

## Origine della famiglia
Le prime tracce della famiglia Casaburo possono essere fatte risalire, secondo la descrizione di Francesco Pansa nel suo testo Istoria dell'antica Repubblica di Amalfi e delle sue Città al XIV secolo, nel testo infatti si evince che la famiglia Casaburo della Cava proveniva dalla città di Cava dei Tirreni ed era già presente nelle città di Amalfi e Maiori già prima del 1374.
Secondo la descrizione di Ottavio Beltrano del Regno di Napoli e delle sue dodici province, la famiglia Casaburo si sviluppò ulteriormente all'inizio del XV secolo nel territorio di Cava dei Tirreni e nel Principato Citra.
Nel 1486 Cesare Casaburo, stimato medico, venne annoverato per volontà di Ferdinando I di Napoli e Alfonso II di Napoli, tra i Medici della Casa Reale con uno stipendio di duecento scudi l'anno e durante la sua attività di Medico divenne così caro ai Regnanti che decisero di fargli dono della Bagliva di Trani.
Con lettere patenti del 1488 Ferdinando I di Napoli concesse a Giovanni Antonio Casaburo il titolo di Signore del Feudo della Codola, nelle vicinanze di San Giorgio in Principato Citra, quest'ultimo avendo preso in moglie una discendente della famiglia Spina Staibano, che erano Nobili di Maiori, chiese nel 1540 al Principe Ferrante Sanseverino di poter obbligare i propri beni per ragioni dotali, il Principe acconsentì a tale richiesta ed onorò entrambi con il titolo di Nobili.
Vincenzo Casaburo, figlio di Giovanni Antonio, nei primi anni del 1500 fu creato da Giovanni d'Aragona Consigliere presso il Governatorato del Duca di Amalfi. Sempre nel 1488 Francesco Casaburo divenne Commissario Generale in Calabria per volere di Ferdinando I di Napoli, con ampi diritti sulla raccolta della seta, inoltre gli fu concesso dal Re il titolo di Nobile e di Magnifico. Alessandro Casaburo, fratello di Francesco Casaburo, divenne prima dottore in legge per poi successivamente dedicarsi alla vita Religiosa entrando nell'Ordine Francescano con il nome di frà Crisostomo. Orazio Casaburo, figlio di Francesco, per volontà di Filippo IV divenne Regio Doganiere della città di Bari. Nel 1582 frà Tommaso de Curtis, che discende per linea femminile dalla famiglia Casaburo, avendo presentato prove nobiliari venne ricevuto nel Sovrano Militare Ordine di Malta come professo. Nel 1618 Vincenzo Casaburo fu creato auditore della Regia Udienza di Lucera. Il primo luglio 1637 a Fulvio Casaburo, sposato con Donna Margherita Urries, viene dedicata una novella da parte di Giovanni Antonio Farina. Tommaso Casaburo risulta ascritto alla Confraternita di S. Anna e Luca. 